# Canariphantes atlassahariensis
Canariphantes atlassahariensis là một loài nhện trong họ Linyphiidae.
Loài này thuộc chi Canariphantes. Canariphantes atlassahariensis được Robert Bosmans miêu tả năm 1991.